# Can Pi (Cervelló)
El Mas de Can Pi és una masia del municipi de Cervelló (Baix Llobregat). Tant aquest edifici com una font propera del mateix nom formen part de manera individual de l'Inventari del Patrimoni Arquitectònic de Catalunya.

## Masia
Antiga masia amb coberta a doble vessant, de dues plantes i golfes, encerclada per construccions més modernes i la part antiga reformada. El detall de l'entrebigat de l'entrada, amb cassetons de guix, és un dels pocs elements que es conserven de l'edifici antic, construït cap al 1700. A principis del segle XXI són destinats a habitatges de lloguer per temporada.
Sembla que aquesta masia fou la que inspirà l'obra "La pubilleta de Can PI" de Frederic Soler i Hubert, Pitarra, ja que era la masia veïna de l'antiga rectoria que va comprar el 1880 i que es coneix com a Mas Pitarra.

## Font
La Font de Can Pi és una font boscana amb additament d'obra, situada al marge esquerre de la riera del Sala, també anomenada de Santa Maria, tributària de riera de Cervelló. L'accés es fa per unes escales de pedra ben escairades, situades a la zona inferior de la urbanització de Can Pi. El topònim ve de l'enclavament de la font dins la finca de Can Pi.